# Félix Brissot de Warville
Pour les articles homonymes, voir Brissot.
Félix-Saturnin  Brissot de Warville né à Véron (Yonne) le 7 mai 1818 et mort à Versailles le 26 juin 1892 est un peintre français.

## Biographie
Petit-fils du conventionnel Jacques Pierre Brissot et élève de Léon Cogniet à l'École des beaux-arts de Paris, Félix Brissot de Warville se spécialise dans les scènes champêtres et animalières avec une prédilection marquée pour les ovins, et peint des paysages de différentes provinces françaises : Normandie, Île-de-France, Orléanais et Pyrénées. Il eut pour disciple Adolphe Martial Potémont.
Sous le Second Empire, il exerce aussi les fonctions de régisseur du palais de Compiègne.
Il épouse à Paris le 15 février 1849 Adélaïde Amélie Marie Martin, née le 18 décembre 1827 à Paris.

## Collections publiques
Les pays, villes et noms d'institutions sont classés par ordre alphabétique, les œuvres par date. 
États-Unis
- Boston, musée des Beaux-Arts : Moutons à l'étable.
- New York, Brooklyn Museum : Troupeau de moutons dans les montagnes, vers 1870.

France
- Bagnères-de-Bigorre, musée Salies : 
  - Attelage ;
  - Retour du Bétail.
- Bordeaux, musée national des Douanes : Troupeau descendant de la montagne, La douane de Laruns.
- Chartres, musée des Beaux-Arts : Portrait du conventionnel Brissot de Warville, né à Ouarville, le 14 janvier 1754, décapité à Paris le 31 octobre 1793, toile, 60 × 48 cm, 1846, don de l'auteur[3].
- Dieppe, château de Dieppe : Vue du château de Dieppe.
- Laval, musée du Vieux-Château : Bois et prairies.
- Marseille, musée des Beaux-Arts : Environs de Granville.
- Nevers, Musée de la Faïence et des Beaux-Arts : Moutons.
- Rueil-Malmaison, musée national des châteaux de Malmaison et de Bois-Préau : série de quatre dessins représentant des moutons.
- Toulouse, musée des Augustins : Un parc à moutons.
- Troyes, musée Saint-Loup :
  - Pâturage en Normandie ;
  - Retour du troupeau.
- Versailles, musée Lambinet : Troupeau de moutons dans la bergerie.

Œuvres de Félix Brissot de Warville
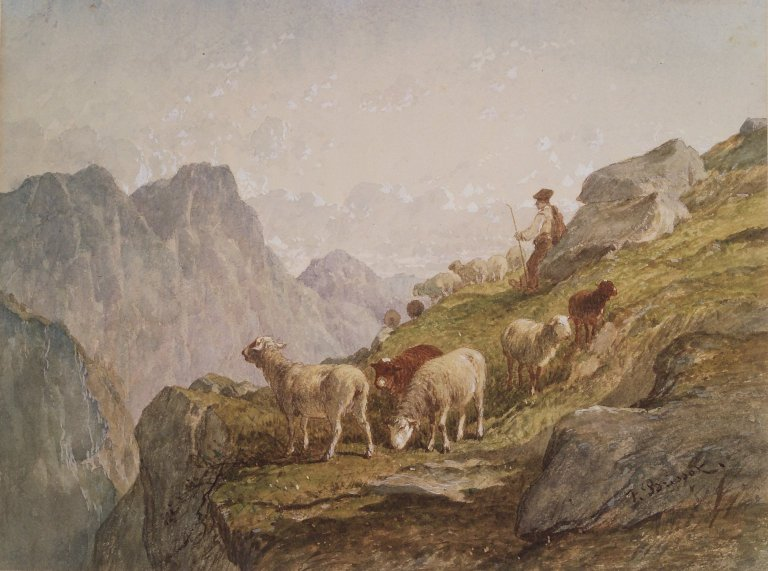
Troupeau de moutons dans les montagnes (vers 1870), New York, Brooklyn Museum.
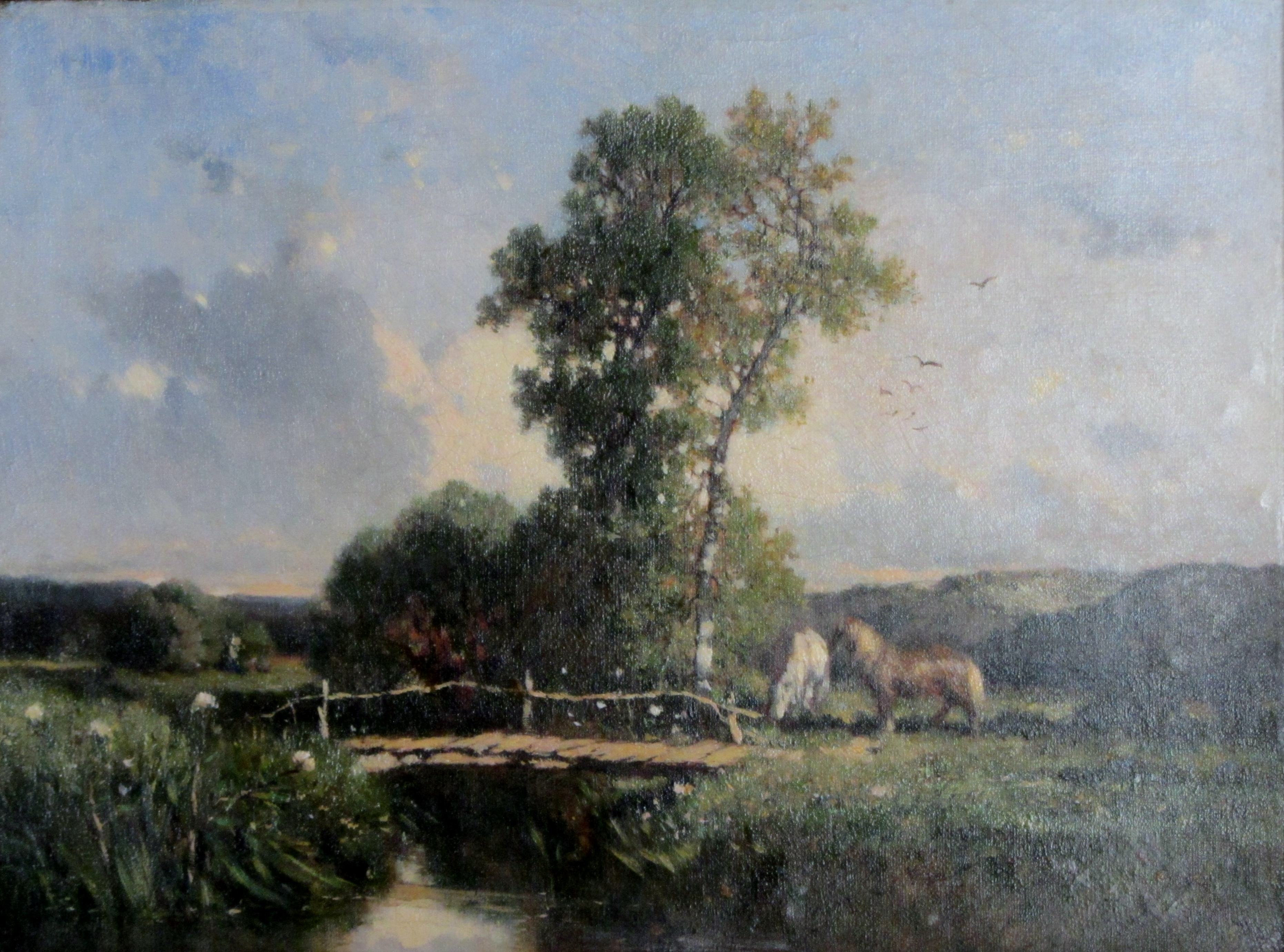
Le petit pont de bois, musée des Beaux-Arts de Valparaiso (es).
Ânes en Espagne, Williamstown, Clark Art Institute.